# Roundhay Garden Scene
Roundhay Garden Scene (in het Frans: Une scène au jardin de Roundhay) is een korte film uit 1888 die werd geregisseerd door de Franse uitvinder Louis Le Prince. De film werd opgenomen met 12 beelden per seconde, duurt ongeveer twee seconden en is de oudste bewaard gebleven film.
Volgens de zoon van de regisseur, Adolphe Le Prince, is de film op 14 oktober 1888 opgenomen in Oakwood Grange, het huis van Joseph en Sarah Whitley, in Roundhay in de Engelse stad Leeds.
In de film is te zien hoe Adolphe Le Prince, Sarah Whitley, Joseph Whitley en Harriet Hartley in de tuin rondlopen en lachen. Verder is te zien dat Sarah achteruitloopt terwijl ze zich omdraait en dat de slip van de jas van Joseph omhoog waait terwijl ook hij zich aan het omdraaien is.

## Nasleep
Deze historische film is omringd met tragedie en mysterie. Op 24 oktober 1888, tien dagen na de opname van de film, overleed Sarah Whitley, de schoonmoeder van Le Prince die in de film optrad, op 72-jarige leeftijd. Ze werd op 27 oktober begraven bij de St. John's Church in Roundhay.
Terwijl Louis Le Prince op 16 september 1890 onderweg was naar Londen om zijn uitvinding te patenteren en zijn eerste officiële publieke tentoonstelling in New York te houden, verdween hij spoorloos in de trein tussen Dijon en Parijs.
In 1902, twee jaar nadat zoon Adolphe Le Prince, eveneens speler in de film, een getuigenverklaring had afgelegd met betrekking tot de verdwijning van zijn vader, werd hij in New York neergeschoten en dood aangetroffen.

## Remaster van de film

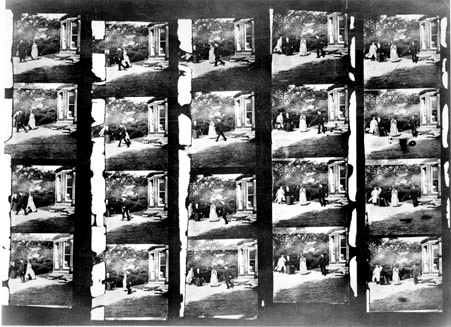
Kopie uit 1930 van de 20 frames bij NSM van de Roundhay Garden Scene

In 1930 produceerde de National Science Museum (NSM) in Londen fotografische kopieën van de overgebleven delen van de filmstrip uit 1888.
De reeks werd met behulp van een combi-cameraprojector van Louis Le Prince en met een enkele lens opgenomen. Daarbij werd gebruikgemaakt van een fotorolletje op papierbasis uit 1885 van het merk Eastman Kodak. Adolphe Le Prince had aangegeven dat de Roundhay Garden-film was opgenomen met een snelheid van 12 beelden per seconden (en de tweede film, Leeds Bridge, met 20 beelden per seconde). De remaster-versie van het National Museum of Photography Film and Television (NMPFT) in Bradford maakt echter gebruik van 52 beelden die worden afgespeeld in 2,11 seconden; ofwel 24,64 beelden per seconde: de moderne cinematografische beeldsnelheid.
De kopie van het National Science Museum heeft 20 beelden die wel afgespeeld worden met 12 beelden per seconde en daardoor een gezamenlijke looptijd hebben van 1,66 seconden.